# Ruhpolding
Ruhpolding je obec v zemském okresu Traunstein v německé spolkové zemi Bavorsko. Žije zde přibližně 7 200 obyvatel. Obec leží v Alpách 90 km jihovýchodně od Mnichova a 30 km západně od rakouského Salcburku. První zmínka o Ruhpoldingu je z roku 1193.

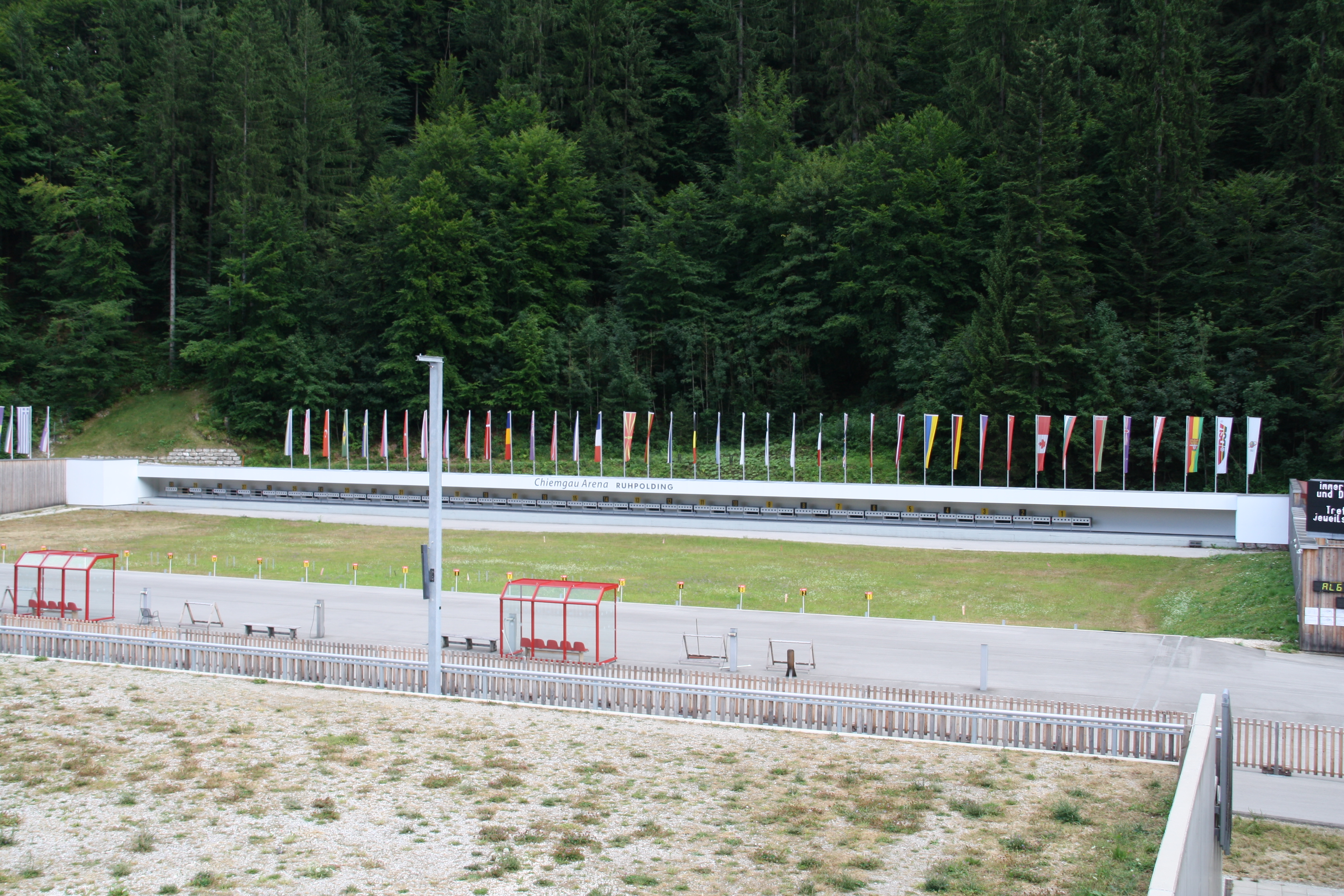
Biatlonová střelnice

## Biatlon
Ruhpolding je znám biatlonovým střediskem zvaným Chiemgau-Arena ležícím 5 km jižně od centra obce. Každoročně se zde pořádají závody světového poháru a v letech 1979, 1985, 1996 a 2012 se zde konalo také biatlonové mistrovství světa.
Ekonomika obce je založená na turistice a sportu. Kromě biatlonu jsou zde provozovány golf, horská kola, střelba, muškaření, lyžování a další.